# Hawana (prowincja)
Hawana – jedna z kubańskich prowincji. Istniała w latach 1902-2010, jej terytorium podzielono między prowincje Artemisa i Mayabeque.
W przeciwieństwie do innych prowincji, tu gospodarka opiera się na hodowli bydła, uprawie warzyw i owoców. 
Prowincja dzieli się na dziewiętnaście gmin:
1. Artemisa
2. Mariel
3. Guanajay
4. Caimito
5. Bauta
6. San Antonio de los Baños
7. Bejucal
8. San José de las Lajas
9. Jaruco
10. Santa Cruz del Norte
11. Madruga
12. Nueva Paz
13. Güines
14. Melena del Sur
15. Quivicán
16. Alquízar
17. Batabanó
18. Güira de Melena
19. San Nicolás de Bari